# 皮埃爾-路易·利翁
皮埃爾-路易·利翁（法語：Pierre-Louis Lions，法語發音：[pjɛʁ lwi ljɔ̃s]；1956年8月11日—），法国数学家。其主要研究领域是非线性偏微分方程，因其在巴黎第九大学的工作而获得菲尔兹奖。利翁是首位给出玻尔兹曼方程的解并证明了的人。目前，利翁任职于法兰西公学院偏微分方程和应用教授，在巴黎综合理工学院任职。
在他1983年与Michael G. Crandall合著的论文“哈密頓-雅可比方程式的粘性解”中所引入的粘性解概念，对于偏微分方程的理论产生了重大影响。